# Omissio libera in causa
Die omissio libera in causa (lat. wörtlich für: „freie Unterlassung in der Ursache“) ist eine Rechtskonstruktion der Rechtswissenschaft. Sie ist das Äquivalent zur actio libera in causa für Unterlassungsdelikte. Der Täter versetzt sich durch ein Vorverhalten in eine Situation, in der er einen Schaden nicht mehr abwenden kann, für dessen Abwendung er strafrechtlich jedoch einzustehen hat. 
Als Beispiel kann etwa der exemplarische „Rettungsschwimmer-Fall“ herangezogen werden: Rettungsschwimmer R betrinkt sich im Dienst so, dass ihm ein rettendes Eingreifen unmöglich wird, was ihm egal ist. Daher hilft niemand O, als dieser wegen einer Gegenströmung das Ufer nicht mehr erreichen kann und deshalb ertrinkt.